# Estación La Carolina
La Carolina es una estación de ferrocarril ubicada en el Departamento Rosario, provincia de Santa Fe, Argentina. A 2014, se halla ocupada por habitantes registrados en la Comuna de Piñero.

## Historia
Fue construida por la Compañía General de Ferrocarriles en la Provincia de Buenos Aires en 1908, como parte de la vía que llegó a Rosario en ese mismo año.
- Datos: Q5843022